# NGC 4219A
NGC 4219A је спирална галаксија у сазвежђу Кентаур која се налази на NGC листи објеката дубоког неба.
Деклинација објекта је - 43° 32' 26" а ректасцензија 12h 17m 59,6s. Привидна величина (магнитуда) објекта NGC 4219 износи 13,7 а фотографска магнитуда 14,4. NGC 4219A је још познат и под ознакама ESO 267-38, MCG -7-25-6, DCL 13, IRAS 12153-4315, PGC 39484.